# Монархи Люксембургу
Великий князь Люксембургу або Великий герцог Люксембургу (люксемб. Groussherzog vu Lëtzebuerg, фр. Grand-duc de Luxembourg) — глава держави Люксембург. Люксембург є великим князівством (герцогством) з 15 березня 1815 року, коли воно було створене з території колишнього князівства Люксембург. Воно перебувало в персональній унії зі Сполученим Королівством Нідерландів до 1890 року під керівництвом дому Оранських-Нассау. Люксембург — єдине у світі діюче суверенне Велике Князівство, і з 1815 року тут правило дев’ять монархів, у тому числі нинішній Великий князь Анрі.

## Повний титул
Традиційна історична титулатура Великого князя є: Божою милістю, Великий князь (герцог) Люксембургу, князь (герцог) Нассау, граф Пфальц Рейнський, граф Сайн, Кенігштайн, Каценельнбоген і Діц, бургграф Гаммерштайн, володар (лорд) Мальберг, Вісбаден, Ідштайн , Меренберг, Лімбург і Еппштейн.

## Представники
Великими князями Люксембургу були представники королівських династій Оранж-Нассау та Нассау-Вейльбург.